# Hevea pauciflora
Hevea pauciflora är en törelväxtart som först beskrevs av Richard Spruce och George Bentham, och fick sitt nu gällande namn av Johannes Müller Argoviensis. Hevea pauciflora ingår i släktet Hevea och familjen törelväxter.

## Underarter
Arten delas in i följande underarter:
- H. p. coriacea
- H. p. pauciflora